# Alfredino - Una storia italiana
Alfredino - Una storia italiana è una miniserie televisiva italiana del 2021 scritta da Barbara Petronio, Francesco Balletta e da Alessandro Bernabucci, e diretta da Marco Pontecorvo. La fiction ripercorre l'incidente di Vermicino, celebre fatto di cronaca nera del 1981 in cui un bambino di sei anni, Alfredo Rampi, morì tre giorni dopo essere caduto accidentalmente in un pozzo artesiano. La vicenda ebbe un notevole impatto sulla stampa e nell'opinione pubblica italiana.
La produzione si è avvalsa della collaborazione del Centro Alfredo Rampi, fondato dai genitori del bambino, Franca e Ferdinando, poche settimane dopo i fatti per promuovere la prevenzione dal rischio ambientale e un miglioramento del soccorso, tecnico e psicologico nelle emergenze.
La miniserie, composta da 4 puntate, è stata trasmessa in prima visione su Sky Cinema Uno il 21 e 28 giugno 2021, e in chiaro su Rai 1 l'11 e 12 giugno 2024.

## Puntate
| n° | Titolo          | Prima TV       |
| -- | --------------- | -------------- |
| 1  | Prima puntata   | 21 giugno 2021 |
| 2  | Seconda puntata | 21 giugno 2021 |
| 3  | Terza puntata   | 28 giugno 2021 |
| 4  | Quarta puntata  | 28 giugno 2021 |

## Trama

### Prima puntata
Estate 1981. La famiglia Rampi vive un'esistenza serena nella provincia di Roma a Vermicino presso Frascati. I coniugi Franca e Ferdinando hanno due bambini, Alfredo di 6 anni e Riccardo di 2. La serenità familiare è turbata dalla scoperta di una malformazione cardiaca congenita, la tetralogia di Fallot, di cui Alfredo è affetto e che per essere risolta richiederebbe un delicato intervento chirurgico che ha un'alta percentuale di rischio per la vita del bambino. Tuttavia i genitori, desiderando veder crescere il figlio nel modo più sereno possibile decidono che, dopo l'estate, torneranno negli Stati Uniti dove avevano già effettuato un consulto presso una clinica specializzata, per programmare l'operazione.
Una sera Ferdinando, tornando a casa, si rende conto che Alfredo non è rincasato: era infatti abituato a recarsi presso l'abitazione dei nonni, poco distante, attraversando i campi senza essere accompagnato. Iniziano subito le ricerche e i genitori vengono aiutati dagli abitanti delle case circostanti, ma Alfredino non viene trovato e Franca decide di avvertire la polizia.
Grazie all'intuizione di uno dei poliziotti accorsi, che ricontrolla un pozzo artesiano chiuso malamente che era stato già ispezionato dal padre di Alfredino senza notare la sua presenza, il bambino viene trovato: appare subito evidente che Alfredino si trova ad una notevole profondità in quanto la sua voce si percepisce a malapena. Vengono quindi chiamati i vigili del fuoco della stazione più vicina i quali, con una certa leggerezza e senza avere ispezionato prima il pozzo, provano a calare una tavoletta confidando che il bambino ci si possa aggrappare. La perforazione dei pozzi artesiani, soprattutto con le litologie della zona, non produce mai un foro verticale e di diametro costante infatti andando in profondità, si restringe e la tavoletta resta incastrata: nell'ingenuo tentativo di liberarla viene stuccata la corda di canapa a cui era collegata la tavoletta, il moncone ancora in pozzo si deposita sulla tavoletta formando un ulteriore ostacolo all'accessibilità del pozzo e compromettendo così la possibilità di scendervi all'interno per recuperare il piccolo.
Un giovane poliziotto che ha un amico speleologo, Maurizio Monteleone, chiede a quest'ultimo di provare a calarsi nel tentativo di rimuovere almeno la tavoletta; con l'aiuto di un compagno di squadra, Tullio Bernabei, anche lui del Club Alpino Italiano, tentano di rimuoverla calandosi a testa in giù nel pozzo, purtroppo senza riuscire nell'intento. Inoltre, la discesa a testa in giù pone il limite di 15/20 minuti alla permanenza in quella posizione, pena la perdita di lucidità, condizione fondamentale per svolgere le operazioni in pozzo. Scendendo in profondità si nota la presenza di pericolosi spuntoni oltre al fatto che il pozzo si restringa fino a raggiungere il diametro di un fustino di detersivo. Nonostante la buona volontà, i giovani speleologi devono ammettere di essere impotenti e vengono invitati dall'architetto Marco Faggioli a farsi da parte e a lasciarli lavorare. Franca, colpita dallo straordinario altruismo e dal coraggio dei ragazzi, chiede loro di rimanere sul posto e di non abbandonare Alfredo.

### Seconda puntata
Faggioli, resosi conto della complessità della situazione, contatta il comandante in capo di Roma noto, tra altre cose, per aver risolto situazioni estreme e reduce dai tanti salvataggi nel dopo terremoto dell'Irpinia del 1980. Il comandante si dimostra da subito una persona decisa e intraprendente, e inizia a gestire le operazioni in modo risoluto: parla con le persone presenti e autorizza a calare nel pozzo un microfono attraverso il quale i genitori possono sentire la voce di Alfredino più chiaramente. 
Nel frattempo la notizia si sta diffondendo, e i vigili del fuoco diramano un appello attraverso radio e reti TV per reperire una gru. Un giornalista della Rai, Francesco Viviano, inviato del TG2, decide di chiamare il numero messo a disposizione affermando di essere in possesso della gru necessaria, e ottenuto l'indirizzo della località decide di portare un cameraman e realizzare un servizio giornalistico sulla vicenda: il suo intento è di dare una buona notizia alla nazione confidando nell'esito positivo del salvataggio in un periodo storico negativo (si era ancora nei cosiddetti "anni di piombo") e di realizzare uno scoop con cui potrà, finalmente, apparire in diretta nel telegiornale. Con una discreta dose di cinismo chiede di collegare un registratore al microfono calato nel pozzo e registra così la voce di Alfredino che chiama la mamma. Il cameraman porta questo materiale in redazione convincendo così il direttore di testata a trasmettere la notizia nel telegiornale delle 13:00 e iniziare la diretta, che durerà fino all'epilogo della vicenda. Poco dopo anche il TG1 e il TG3 si unirono a questa diretta televisiva della "TV del dolore".
Intanto Elveno Pastorelli, comandante dei vigili del fuoco, ispirato da una vicenda analoga accaduta negli Stati Uniti ma conclusasi malamente (quella di Kathy Fiscus), decide di far giungere sul posto una trivella con l'intento di scavare un pozzo parallelo e, una volta raggiunta la profondità di 36 metri dove si presume sia Alfredino, scavare un tunnel orizzontale per congiungere i due pozzi e salvare il bambino. Laura Bortolani, giovane geologa dal Club Alpino Italiano giunta insieme agli speleologi che avevano tentato prima la discesa, fa notare al comandante che il sottosuolo può presentare, a qualche metro dalla superficie, uno spesso strato di peperino una roccia di origine magmatica ed estremamente dura, quindi di difficile attraversamento; inoltre, scavare un pozzo parallelo potrebbe provocare una frana nel primo seppellendo Alfredino. Il comandante dei vigili acconsente così a eseguire la perforazione a due metri di distanza invece che a uno.
Il tempo passa inesorabile e i genitori del bambino vengono invitati da più parti ad andare a riposare un po'. Franca, stremata dalla situazione, acconsente portando a casa sua, in segno di gratitudine, il gruppo di giovani speleologi. La perforazione dopo un inizio promettente rallenta, infatti non appena lo scalpello incontra la roccia di cui si sospettava la presenza si verifica esattamente quanto predetto, il ritmo di avanzamento si riduce drasticamente fino ad azzerarsi data la totale inadeguatezza dello scalpello. Sotto pressione diretta di Pastorelli viene fatta giungere una trivella di tipo battipalo, scelta peraltro infelice che si rivelerà foriera di altri problemi. Data la mole del mezzo per farsi largo nelle strette strade del luogo, sono costretti ad abbattere cancelli e muretti delle abitazioni circostanti. Sul posto, intanto, inizia ad arrivare una folla di curiosi che intralciano pesantemente i soccorsi.
La nuova perforazione ha inizio, il maglio estremamente massiccio viene fatto scendere in caduta libera per frantumare la roccia durissima che aveva bloccato la perforazione precedente. Il risultato secondario sono delle vibrazioni del terreno che si propagano fino alla superficie e che, ma non solo, spaventano ancora di più il piccolo Alfredo. Sul posto accorre anche un'ambulanza con il primario di rianimazione di un ospedale di Roma, il quale fa calare nel pozzo un tubo con ossigeno e acqua zuccherata per aiutare il bambino a sopravvivere. Le condizioni di salute del piccolo iniziano ad aggravarsi anche per la sua patologia cardiaca.

### Terza puntata
Gli ostacoli tecnici, le condizioni del terreno e la folla complicano le operazioni: Alfredino è a una profondità maggiore di quella stimata. Per salvare il bambino si offrono diversi magri per scendere lungo il pozzo. Intanto il fattorino Angelo Licheri, avendo visto gli eventi di Vermicino in TV  e avendo la corporatura adatta si offre volontario per scendere lungo il pozzo per salvare Alfredo. Sul posto arriva intanto il Presidente Sandro Pertini.

### Quarta puntata
Gli ultimi tentativi per soccorrere Alfredo si rivelano vani. Pertini si attiva per affrontare le problematiche del settore, Franca e Ferdinando costituiscono un centro per risolvere le zone di crisi nei territori italiani, per evitare che la tragedia di Vermicino possa avere dei seguiti.

## Produzione
(Marco Pontecorvo)

## Accoglienza
(Giorgia Iovane, TvBlog)
(Patrizia Monaco, Cinematographe)
(Annalisa Gabriele, Hall of Series)
Eppure tutto parte da un desiderio, quello di Pierluigi Pini, estremamente semplice: raccontare finalmente una bella storia all’Italia che in quell’estate del 1981 sta vivendo di tutto. Poche settimane prima dell’incidente era stata resa pubblica la lista degli appartenenti alla loggia P2; c’era una crisi di Governo, dopo che l’allora Presidente del Consiglio Forlani aveva rassegnato le dimissioni; il Papa era stato da poco dimesso dal Policlinico Gemelli dopo l’attentato perpetrato da Ali Agca; nello stesso giorno dell’incidente di Vermicino le Brigate Rosse sequestrano Roberto Peci. Insomma, l’Italia aveva a tutti i costi bisogno di una bella storia, di una storia che potesse dare qualche speranza alla popolazione. E la convinzione di Pierluigi Pini era proprio che l’incidente occorso al piccolo Alfredino sarebbe stata questa storia.
Purtroppo, però, così non avvenne nonostante il dispiegamento massivo di forze e mezzi. Forze, tuttavia, disorganizzate e non preparate per gestire una problematica di quel tipo. Denota questa incapacità anche l’alta affluenza di persone presso il luogo dell’incidente: si stimarono circa 10mila persone che arrivarono addirittura a spiare all’interno del buco artesiano, luogo che teoricamente andava messo in sicurezza. Questa massiva affluenza rallentò, a suo modo, gli aiuti e fu una con-causa della morte di Alfredo.
Per ovviare ad incidenti di questa natura in futuro, il Presidente Pertini intervenne ponendo le basi per la nascita della Protezione Civile.
Parallelamente alla nascita di un’organizzazione fondamentale per certe situazioni, l’Italia venne per la prima volta rapita mediaticamente dalla “tv del dolore” visto e considerato che a reti unificate venivano continuamente mandati bollettini su ciò che stava accadendo a Vermicino o, peggio ancora, il dolore veniva monopolizzato e sbattuto in diretta nazionale da qualsiasi giornalista presente sul luogo senza alcun tipo di rispetto e/o amor proprio. Una “tv del dolore” che diventerà la norma negli anni successivi, accomunando sotto certi aspetti i giornalisti a dei veri e propri sciacalli dell’informazione. [...] Non solo i giornalisti, ma anche i venditori del luogo, i semplici “turisti del dolore” (figli di quella stessa tv) e gli ambulanti che si presentarono nella zona del buco per vendere cibo e bevande: se l’Italia si dimostrò impreparata a livello organizzativo e sociale, gli italiani si dimostrarono figli della stessa nazione che tanto criticarono.»
(Aldo Longhena, Recenserie)

## Polemiche
Il 24 giugno 2021 i membri del gruppo di rock progressivo Premiata Forneria Marconi, esecutori e autori insieme a Mogol del brano Impressioni di settembre, pubblicano una nota informativa per dissociarsi dalla scelta di utilizzare il brano come colonna sonora di una puntata della fiction in quanto «la musica ed il testo del brano rappresentano infatti un inno alla libertà, alla felicità e alla gioia, sentimenti opposti alla tragedia di Vermicino».